# Мизецкий, Юрий Митрофанович
Юрий Митрофанович Мизецкий (1900 — 4 июня 1981) — советский актёр театра и режиссёр. Народный артист Казахской ССР (1943).

## Биография
Юрий Мизецкий родился в 1900 году.
В 1921 году окончил ГИТИС в Москве.
С 1922 года работал актёром в Алма-Ате, Пензе, Костроме. В 1935 году был актёром Карельского русского театра в Петрозаводске, в 1939 году — Алма-Атинского русского театра. 
В 1945—1952 годах был актёром и режиссёром Пензенского драматического театра.
В 1954—1957 годах был актёром и главным режиссёром Кировского драматического театра.
Народный артист Казахской ССР (1943).
Умер 4 июня 1981 года.

## Творчество
Исполнял преимущественно характерные роли. 
Среди актёрских работ Мизецкого: Лотохин в «Красавце мужчине» Александра Островского, Иван Коломийцев в «Последних» Максима Горького, Забелин в «Кремлёвских курантах» Николая Погодина, Чеснок в «В степях Украины» Александра Корнейчука, Черненко в «Семье» Ивана Попова.